# Willem II van Ponthieu
Willem II Talvas van Ponthieu (1179-6 oktober 1221) uit het huis Bellême-Montgomery was een zoon van Jan I van Ponthieu en diens derde echtgenote van Beatrix, dochter Anselm van Saint-Pol.

## Leven
Hij volgde in 1191 zijn vader op als graaf van Ponthieu, een leen van de hertog van Normandië Richard Leeuwenhart.
In 1210 nam hij deel aan de Albigenzische Kruistocht en de belegering van Termes. Willem speelde een belangrijke rol in de Frans-Engelse oorlog van 1202-1214 die voornamelijk in Normandië bevochten werd. In 1214 voerde hij de troepen van de Franse koning Filips II aan in de beslissende Slag bij Bouvines, waar Filips Engeland en zijn bondgenoten versloeg.

## Huwelijk en kinderen
Willem huwde op 20 augustus 1195 met de veel oudere Adelheid van Vexin, dochter van Lodewijk VII van Frankrijk, die lange tijd verloofd was geweest met Richard Leeuwenhart, en waarschijnlijk de maîtresse is geweest van diens vader koning Hendrik II van Engeland. Nadat Richard afzag van een huwelijk werd Adelheid door haar (half)broer Filips, de koning van Frankrijk, uitgehuwelijkt aan Willem II. Waarschijnlijk om zich ervan te verzekeren dat dit huwelijk kinderloos zou blijven, zodat hij na overlijden van Willem II het gezag over Ponthieu zou krijgen.
Willem werd de vader van:
- Maria (1199-1250), erfdochter van Ponthieu
- Jan (1199-1214), gesneuveld in de Slag bij Bouvines

## Voorouders
| Voorouders van Willem II van Ponthieu (1179-1221) | Voorouders van Willem II van Ponthieu (1179-1221)                     | Voorouders van Willem II van Ponthieu (1179-1221)                     | Voorouders van Willem II van Ponthieu (1179-1221)          | Voorouders van Willem II van Ponthieu (1179-1221)          | Voorouders van Willem II van Ponthieu (1179-1221)                     | Voorouders van Willem II van Ponthieu (1179-1221)                     | Voorouders van Willem II van Ponthieu (1179-1221)             | Voorouders van Willem II van Ponthieu (1179-1221)             |
| ------------------------------------------------- | --------------------------------------------------------------------- | --------------------------------------------------------------------- | ---------------------------------------------------------- | ---------------------------------------------------------- | --------------------------------------------------------------------- | --------------------------------------------------------------------- | ------------------------------------------------------------- | ------------------------------------------------------------- |
| Overgrootouders                                   | Willem I van Ponthieu (1095-1171) ∞ Helena van Bourgondië (1080-1141) | Willem I van Ponthieu (1095-1171) ∞ Helena van Bourgondië (1080-1141) | ? (-) ∞ ? (-)                                              | ? (-) ∞ ? (-)                                              | Hugo III van Saint-Pol (1100-1141) ∞ 1115 Beatrix van Rollancourt (-) | Hugo III van Saint-Pol (1100-1141) ∞ 1115 Beatrix van Rollancourt (-) | Willem IV van Perche-Gouët (-) ∞ ? (-)                        | Willem IV van Perche-Gouët (-) ∞ ? (-)                        |
| Grootouders                                       | Gwijde II van Ponthieu (-1147) ∞ Ida (-)                              | Gwijde II van Ponthieu (-1147) ∞ Ida (-)                              | Gwijde II van Ponthieu (-1147) ∞ Ida (-)                   | Gwijde II van Ponthieu (-1147) ∞ Ida (-)                   | Anselm van Saint-Pol (-1165) ∞ Eustachia van Perche-Gouët (-)         | Anselm van Saint-Pol (-1165) ∞ Eustachia van Perche-Gouët (-)         | Anselm van Saint-Pol (-1165) ∞ Eustachia van Perche-Gouët (-) | Anselm van Saint-Pol (-1165) ∞ Eustachia van Perche-Gouët (-) |
| Ouders                                            | Jan I van Ponthieu (1141-1191) ∞ Beatrix van Saint-Pol (-)            | Jan I van Ponthieu (1141-1191) ∞ Beatrix van Saint-Pol (-)            | Jan I van Ponthieu (1141-1191) ∞ Beatrix van Saint-Pol (-) | Jan I van Ponthieu (1141-1191) ∞ Beatrix van Saint-Pol (-) | Jan I van Ponthieu (1141-1191) ∞ Beatrix van Saint-Pol (-)            | Jan I van Ponthieu (1141-1191) ∞ Beatrix van Saint-Pol (-)            | Jan I van Ponthieu (1141-1191) ∞ Beatrix van Saint-Pol (-)    | Jan I van Ponthieu (1141-1191) ∞ Beatrix van Saint-Pol (-)    |